# ماسيمو أغوستيني
ماسيمو أغوستيني (بالإيطالية: Massimo Agostini)‏ (20 يناير 1964 ريميني إيطاليا - ) هو لاعب كرة قدم إيطالي يلعب كمهاجم.

## روابط خارجية
- ماسيمو أغوستيني على موقع الاتحاد الأوربي (الإنجليزية)
- ماسيمو أغوستيني على موقع قاعدة بيانات كرة القدم.إي يو (الإنجليزية)